# Apicia fractilineata
Apicia fractilineata là một loài bướm đêm trong họ Geometridae.